# Pseudmelisa rubrosignata
Pseudmelisa rubrosignata là một loài bướm đêm thuộc phân họ Arctiinae, họ Erebidae.